# Porto Corallo

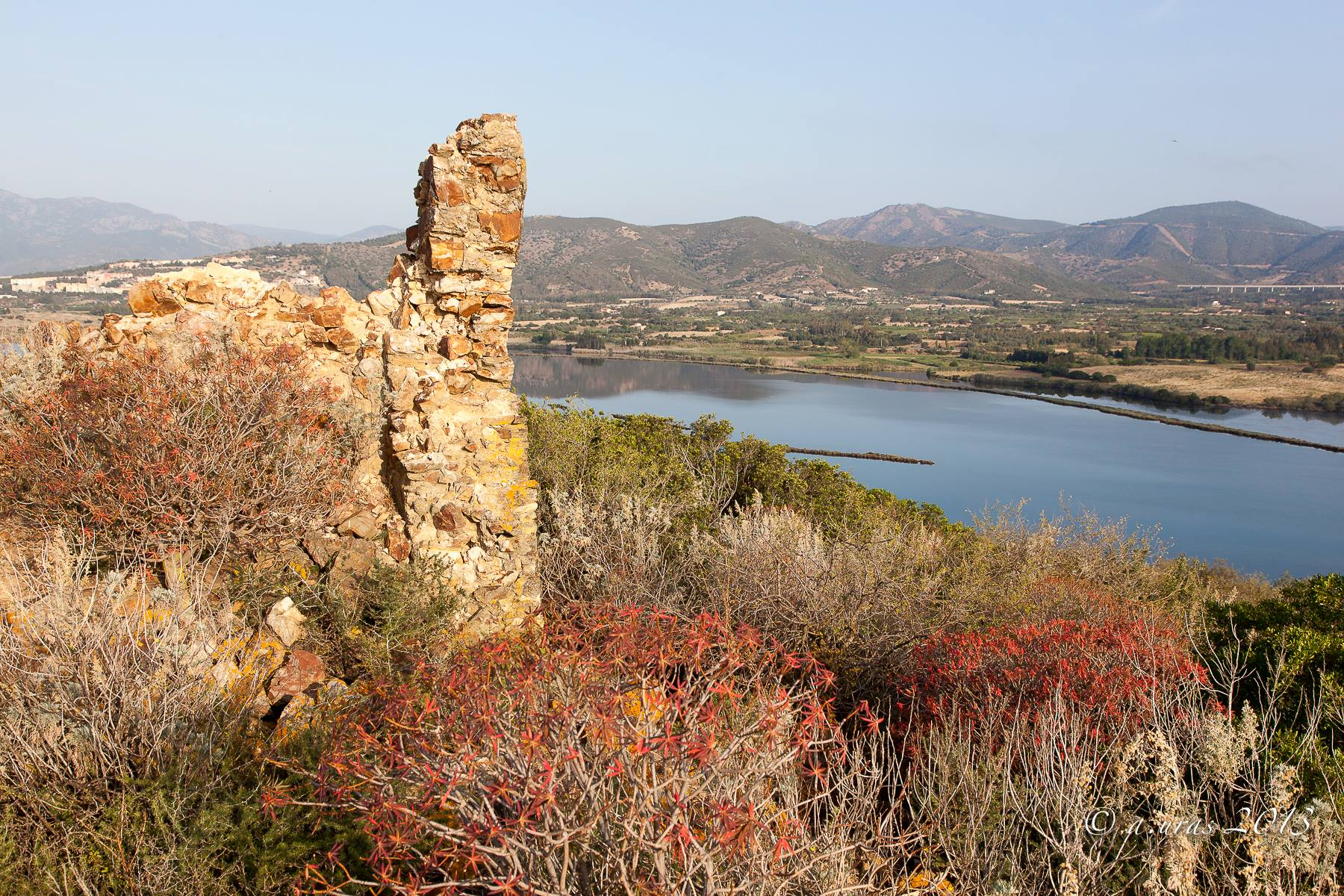
Castello Gibas (auch Castello di Malvicino), Küstenschutz-Burgruine um 1550

Porto Corallo (zu Deutsch Korallen-Hafen) ist ein Küstenabschnitt an der Ostküste Sardiniens. Er liegt 35 km nördlich der Costa Rei, 80 km südlich von Arbatax. Es handelt sich dabei um kein eigenes Dorf, sondern um einen Ortsteil des 6 km entfernten Villaputzu. Der Name kommt vom geschichtlich bedeutsamen Hafen, der durch einen heute noch erhaltenen Wachturm aus der spanischen Besatzungszeit gesichert wurde. Heute noch handelt es sich um den einzigen Hafen zwischen Arbatax und Villasimius. Der Hafen ist gering besiedelt und wurde für ca. 200 Yachten ausgebaut. Der daran anschließende Strand ist ca. 500 m lang und fällt flach ab. In der Nähe des Strands wurden rund 250 Ferienhäuser an den Berg gebaut.
Koordinaten: 39° 26′ 24″ N, 9° 38′ 24″ O